# Krty
Krty (Duits: Gerten) is een Tsjechische gemeente in de regio Midden-Bohemen en maakt deel uit van het district Rakovník, ongeveer 3 km ten westen van Jesenice en 21 km ten westen van de stad Rakovník.
Krty telt 108 inwoners.

## Etymologie
De naam van het dorp is afgeleid van de naam Krt, wat dorp van de familie Krt betekent. In historische bronnen komt de naam voor in de vormen Krriti (1227), Gerth (1295), Krty (1565), Krtty (1595), na Krty (1615), Gärten (1787) en Gerten (1846).

## Geschiedenis
Het dorp werd voor het eerst vermeld in 1227. Tot 1595 behoorde het dorp tot het landgoed van het kasteel Rabštejn en daarna korte tijd tot het landgoed Běsno. In 1597 werd Krty gekocht door Adam Štampach van Štampach. Jindřich Štampach) verkocht het landgoed in 1615. In 1623 werd het dorp door soldaten in brand gestoken.

## Verkeer en vervoer

### Wegen
Weg 2065/III van Jesenice naar Blatno loopt door de gemeente.

### Spoorlijnen
Station Krty ligt aan spoorlijn 161 Rakovník - Bečov nad Teplou. De lijn is een enkelsporige, regionale lijn en is geopend in 1897.
Op werkdagen rijden er 13 treinen per dag in beide richtingen; in het weekend 8.

### Buslijnen
Er is geen busverbinding van/naar Krty.

## Bezienswaardigheden
- De Sint-Vojtěchkerk met bijbehorend kerkhof, daterend van eind 17e eeuw
- Natuurreservaat Krtské skály
- Natuurreservaat Ostrovecká olšina, een klein (1,87 ha) beschermd gebied bij de Ostroveckábeek, op minder dan 2 km afstand van het dorp

## Galerij

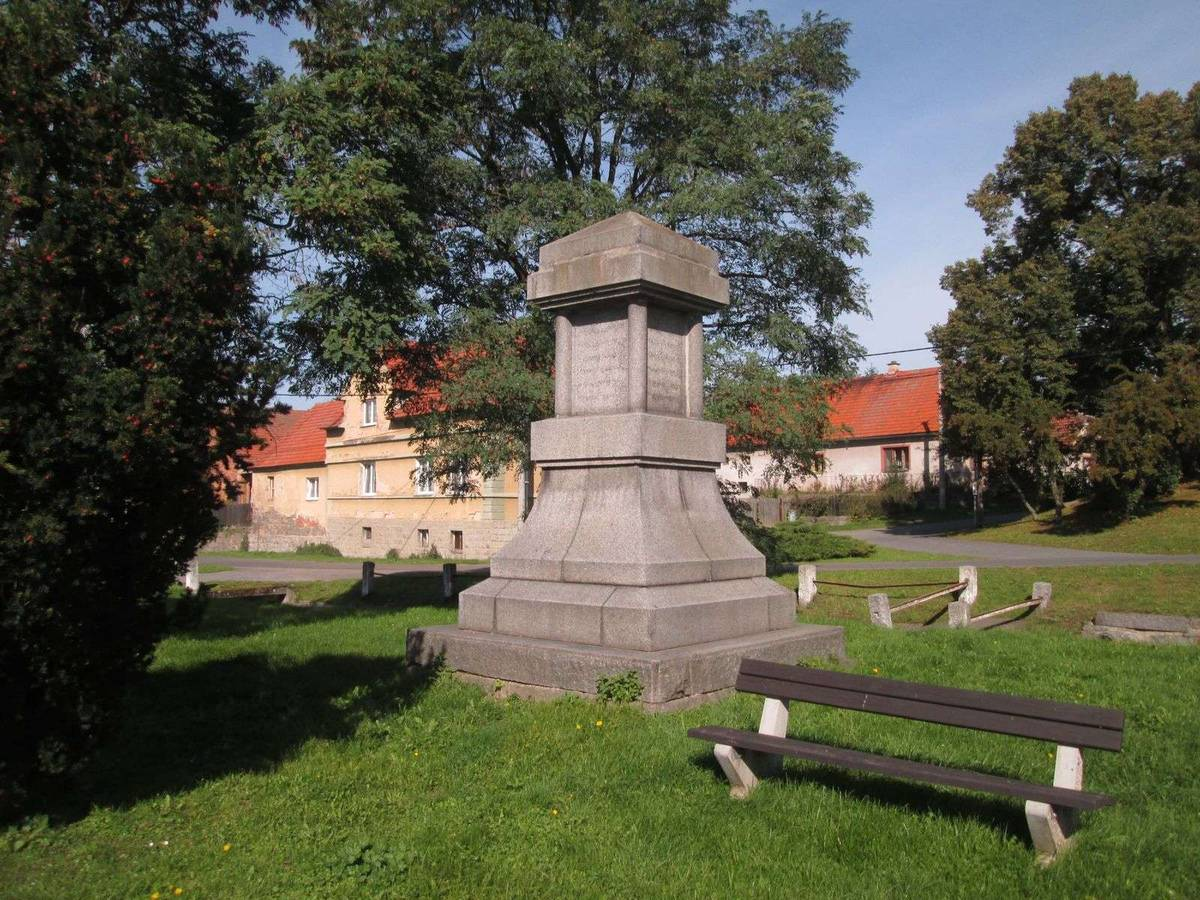
Herdenkingsmonument
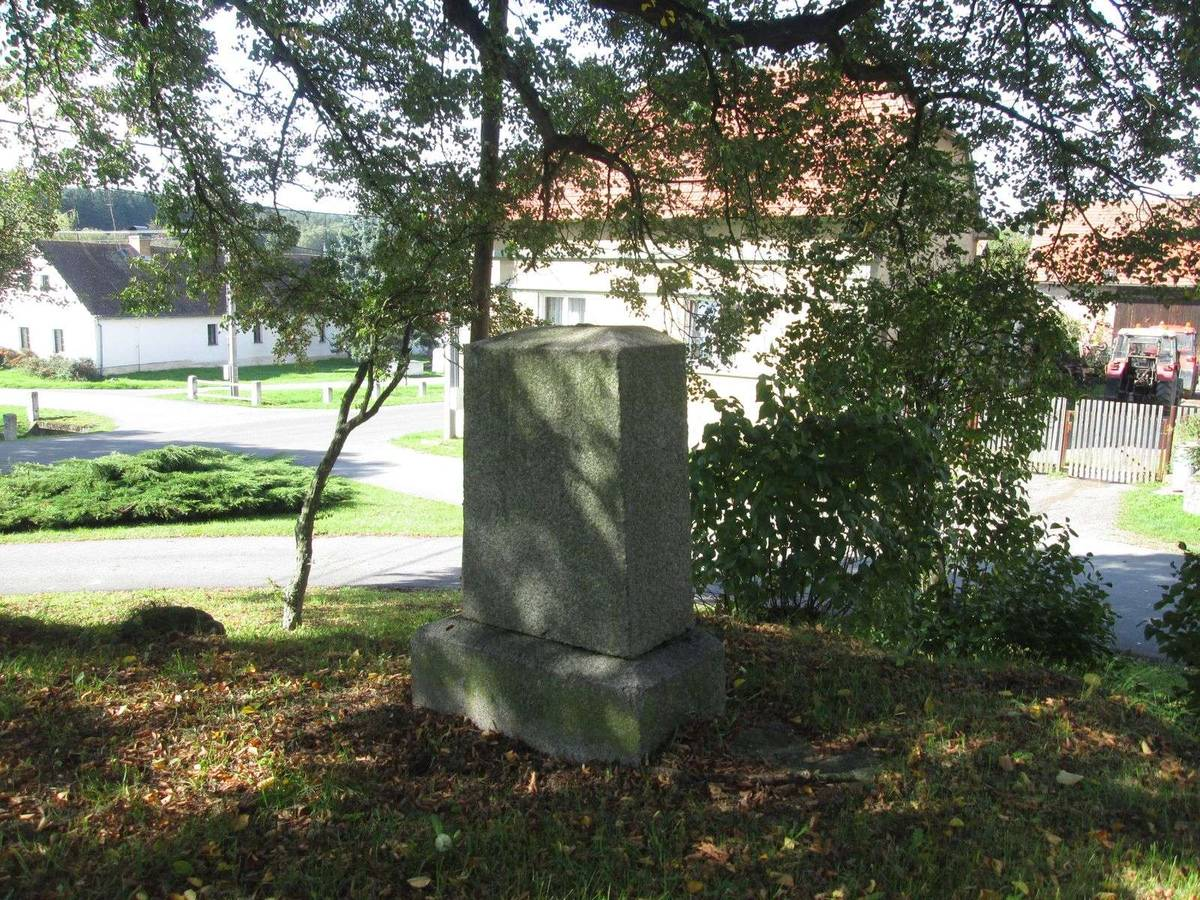
Heilig kruis langs een weg
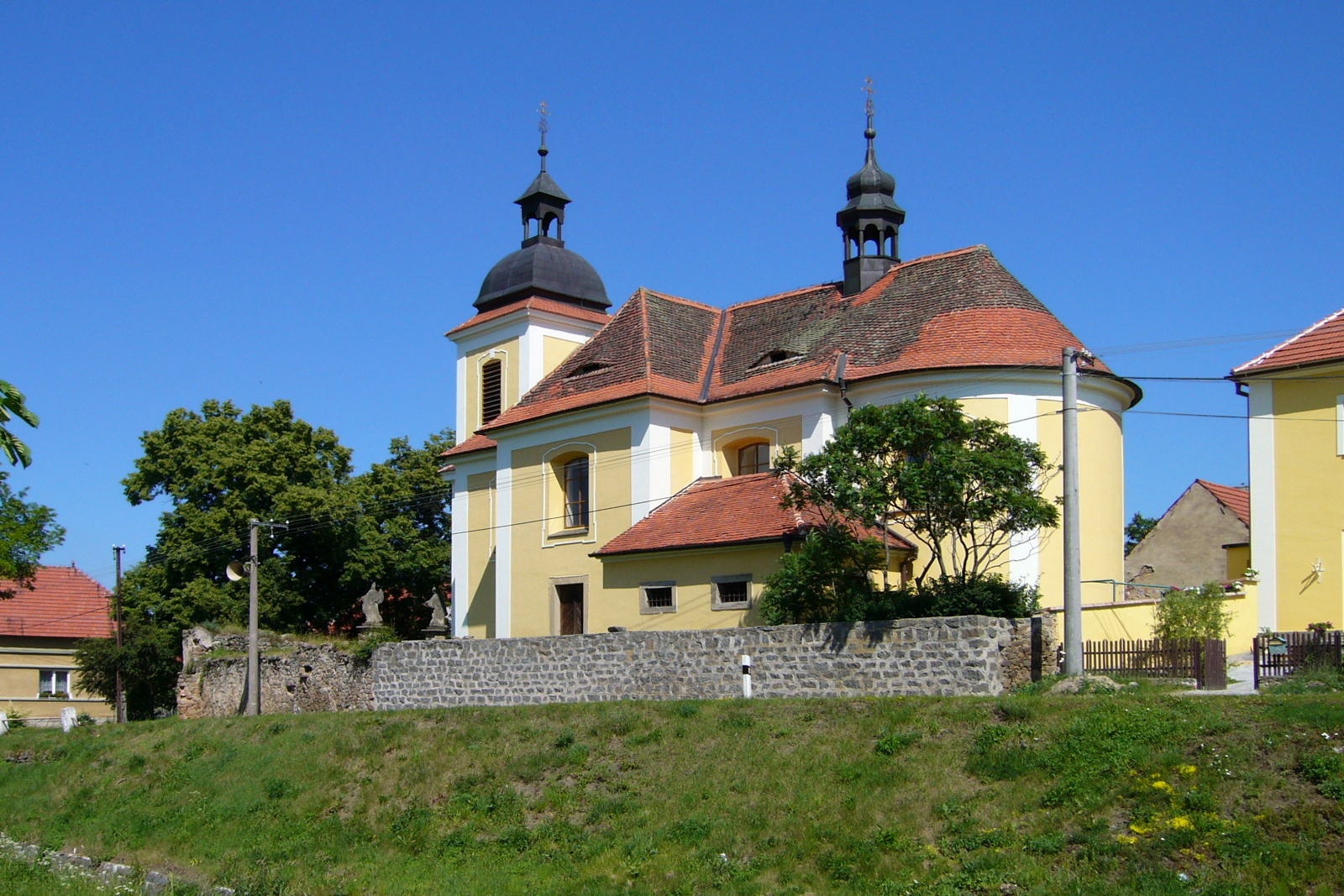
Sint-Vojtěchkerk
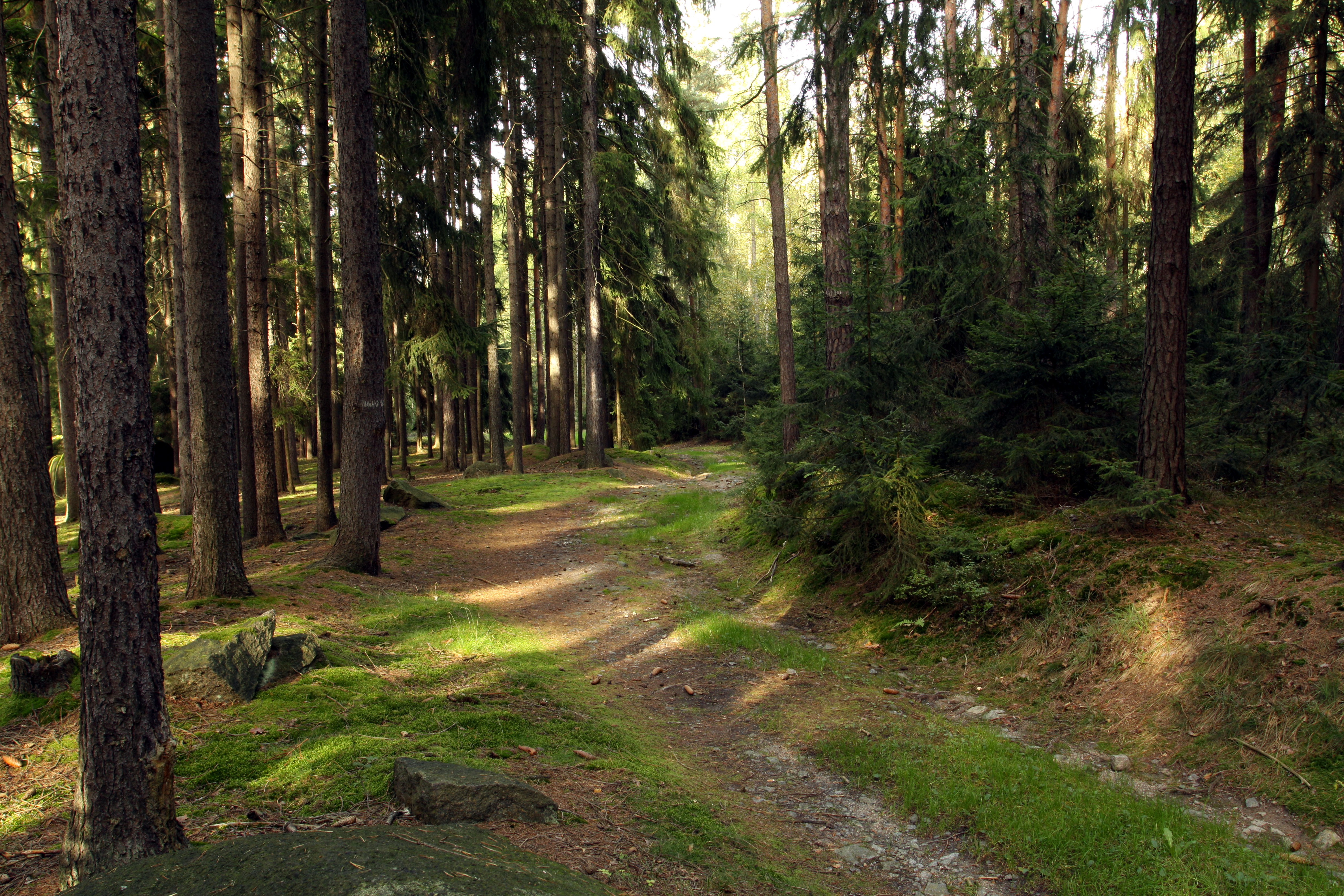
Bospad in Natuurreservaat Krtské skály